# 代 (粒子物理學)
| 種類 | 第一代   | 第二代  | 第三代  |
| 夸克 | 夸克     | 夸克    | 夸克    |
| ---- | -------- | ------- | ------- |
| 上型 | 上夸克   | 魅夸克  | 頂夸克  |
| 下型 | 下夸克   | 奇夸克  | 底夸克  |
| 輕子 |          |         |         |
| 帶電 | 電子     | μ子     | τ子     |
| 中性 | 電中微子 | μ中微子 | τ中微子 |

在粒子物理學中，代或世代（英語：Generation）是基本粒子的一種分類。各代粒子之間的相異之處僅為味量子數及質量，但它們所涉及到的相互作用種類都是一樣的。
根據粒子物理學的標準模型，基本費米子共有三代。每一代有兩種輕子及兩種夸克。兩種輕子可分成帶電荷-1的（像電子）及中性的（中微子）；而兩種夸克則可分成帶電荷−1⁄3的（下型）及帶電荷+2⁄3 的（上型）。

## 概要
後一代粒子的質量要比前一代的要大，但是中微子可能是例外（它們的質量非零，但卻小得很，故現時還未有準確地測量出它們的質量）。比方說，第一代的電子質量只有0.511 MeV/c2，而第二代的μ子質量為106 MeV/c2，第三代的τ子質量則為1777 MeV/c2（幾乎是質子質量的兩倍）。質量級列使得較後代的粒子會衰變至第一代的粒子，因此日常的物質（原子）都是由第一代粒子所組成的。電子在原子核的周圍，而核則由質子及中子構成，它們則是由上夸克及下夸克所組成。第二及第三代的帶電基本粒子，並不會在一般的物質中出現，而只會在極高能量的環境下出現，例如宇宙射線或粒子加速器。代這一個詞最早是由哈伊姆·哈拉里(Haim Harari)使用，並於1976年的法國勒斯烏舍(Les Houches)物理夏令營中正式提出
。
所有代的中微子都在宇宙間飄流着，但都很少會與一般物質產生相互作用。科學家們希望，透過深入研究輕子各代間關係，可以有助於解釋基本粒子的質量比，以及在量子角度為質量本質之謎提供線索。

## 第四代
至於第四代或更後代的粒子，科學家們認為是不太可能會存在的。有些反對第四代粒子存在可能的論證，是基於額外代的存在，會為精準的電弱可觀測量帶來微小的修正值；而測量結果對這些修正值的存在很不利。而且，CERN的大型電子正子對撞機所量度的Z玻色子寬度，已經排除了有“輕”中微子（即質量小於45 GeV/c2)）的第四代模型。然而，高能對撞機對第四代粒子的搜索仍然持續中，但到目前為止仍未觀測到任何第四代存在的證據。在這些搜索中，第四代粒子的標記為第三代的符號外加一個撇號（例如：b′ 及t′）。